# King Gimp
King Gimp (literalmente ‘el rey de los tarados’, emitido en España como Un espíritu luchador) es una película documental de 1999 ganadora del Premio de la Academia de 1999 al mejor documental corto y el Premio Peabody de 2000. King Gimp sigue la vida privada del artista Dan Keplinger de Towson, en Maryland (Estados Unidos), gravemente aquejado de parálisis cerebral desde su nacimiento. Los cineastas Susan Hannah Hadary y William A. Whiteford, de la Universidad de Maryland, Video Press y Tapestry International Productions produjeron la película. 

## Rodaje y contenido del documental
Keplinger tenía trece años cuando los cineastas le conocieron como parte de su proyecto documental financiado por el gobierno federal sobre niños con discapacidad. La grave parálisis cerebral que Dan padecía le impedía controlar mínimamente los músculos de los brazos, piernas o boca: cuando los cineastas le conocieron apenas podía hablar ni vestirse él solo. Grabaron el traslado de Keplinger desde una escuela de educación especial al Instituto Parkville, en régimen de integración escolar; como usaba un pincel sujeto a la cabeza para pintar; su mudanza desde la casa de su madre a su primer apartamento; su primera exposición de pintura; su amistad con una joven que le ayudaba con los deberes; su baile de graduación en el instituto y las lágrimas que derramó en su ceremonia de graduación.

"King Gimp" was the name neighbors gave him as a child because his house was on the top of a hill and he liked to roll down it in his wheelchair. "A fighting spirit", he calls himself.
«El rey de los tarados» era el nombre que los vecinos le daban de niño porque su casa estaba en la cima de una colina y a él le gustaba rodar ladera abajo en su silla de ruedas. «Un espíritu luchador» se llama él a sí mismo.
— The Baltimore Sun

## Terminación y premios
Mientras estudiaba en la Universidad de Towson, Keplinger ayudó a escribir el guion del documental, pero los cineastas se quedaron sin fondos para acabar la postproducción. Consiguieron montar una película de 39 minutos, editada desde 80 horas de metraje y 80 páginas escritas por Keplinger. Tras de que esa versión de 39 minutos diera la campanada en un festival de cine sobre discapacidad, la cadena  HBO compró el documental para su emisión, aportando suficiente dinero para acabar de editar la película.
Se estrenó el 5 de junio de 2000. Keplinger causó sensación en la ceremonia de los Óscars cuando saltó de su silla de ruedas excitado por el premio de Hadary y Whiteford.

It was cool to people who knew me, other people thought I was having a seizure. But I was just doing my victory dance.
Fue guay para la gente que me conoce, el resto pensó que estaba sufriendo una posesión. Pero sólo hacía mi baile de victoria.
— Dan Keplinger en The Washington Post.

## El arte de Keplinger
Keplinger continuó su carrera de pintor con una exposición en la Galería Phyllis Kind de Nueva York en 2000. Regresó a la Universidad de Towson, donde obtuvo una licenciatura en comunicación en 1998, para completar su licenciatura en arte. Las pinturas de Keplinger suelen ser grandes lienzos de colores marcados, muchos de ellos autorretratos. 